# Bomolocha modesta
Bomolocha modesta är en fjärilsart som beskrevs av Smith. Bomolocha modesta ingår i släktet Bomolocha och familjen nattflyn. Inga underarter finns listade i Catalogue of Life.